# 페이스펀치 스튜디오
페이스펀치 스튜디오(영어: Facepunch Studios)는 게리 뉴먼에 의해 창립된 영국의 인디 게임 개발 회사이다. 샌드박스 게임 게리 모드와 개발 진행 중인 러스트를 개발한, 개발하고 있는 회사로 잘 알려져있다.

## 게임
| 이름              | 년도        | 장르                | 플랫폼                              |
| ----------------- | ----------- | ------------------- | ----------------------------------- |
| Facewound         | 2003        | 슈팅 게임           | 마이크로소프트 윈도우               |
| 게리 모드         | 2004        | 샌드박스            | 마이크로소프트 윈도우, OS X, 리눅스 |
| 러스트            | 2013 (알파) | 서바이벌, 샌드박스  | 마이크로소프트 윈도우, OS X, 리눅스 |
| Before            | 개발 중     | 서바이벌            | 마이크로소프트 윈도우, OS X, 리눅스 |
| Deuce             | 개발 중     | 테니스              | 마이크로소프트 윈도우, OS X, 리눅스 |
| Arcade            | 개발 중     | 아케이드 시뮬레이션 | 마이크로소프트 윈도우, OS X, 리눅스 |
| Space Game (가제) | 개발 중     | 아케이드 슈팅       | 마이크로소프트 윈도우, OS X, 리눅스 |